# Světice z Homol
Světice z Homol je pozdně gotická socha z doby kolem roku 1510–1515. Za autora je považován Mistr Oplakávání ze Zvíkova. Je vystavena ve stálé expozici Alšovy jihočeské galerie v Hluboké nad Vltavou.

## Historie
Sochu zakoupilo roku 1908 Městské muzeum v Českých Budějovicích ze soukromého majetku v Homolech (p. Wittner). Původ není znám. Do sbírky Alšovy jihočeské galerie v Hluboké nad Vltavou byla převedena roku 1953.

## Popis a zařazení
Socha z lipového dřeva, vzadu vyhloubená, výška 162 cm. Chybí obě ruce od zápěstí a části koruny. Polychromie je stará, patrně původní. Restaurovala Ludmila Slánská (1951, 1957) a B. Slánský (1962).
Spodní šat světice s dlouhými rukávy je vysoce přepásaný a splývá na zem ve svislých záhybech. Kolem výstřihu je lemován bordurou zdobenou zubořezem. Zlatý svrchní plášť s červeným rubem je přehozen přes levé rameno. Jeho levý cíp leží na obou předloktích a vpředu vytváří obloukovitě řasené lámané záhyby. Zvláštní způsob řasení drapérie má analogie v kamenné plastice 20. let 16. století ve Vídni (Rechweinův epitaf, Falkhův epitaf, Oltář sv. Anny). Oválná tvář s vysokým čelem, plnými rty a důlkem v bradě má realistickou barevnost. Dlouhé zvlněné vlasy zdobí nízká zlatá korunka.
Socha byla patrně určena pro střední část oltářního retáblu. Starší literatura ji řadila k dílům Mistra Oplakávání ze Žebráku, ale později byla přisouzena mladšímu sochaři, který vyšel z jeho dílny a je pomocně označován jako Mistr Oplakávání ze Zvíkova. Jeho tvorba souvisí s rakouským a bavorským Podunajím a vídeňskou kamennou plastikou.

### Detaily

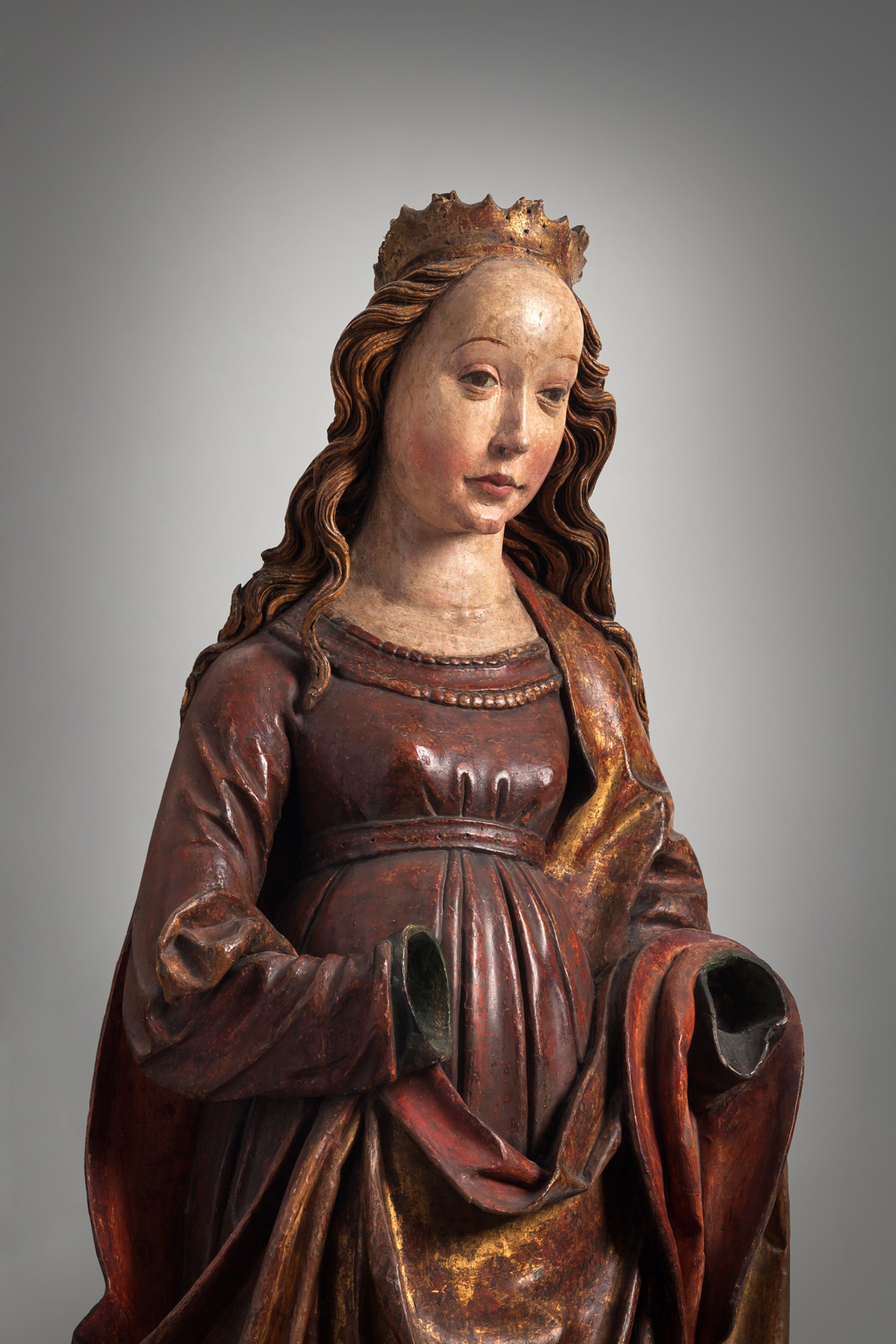
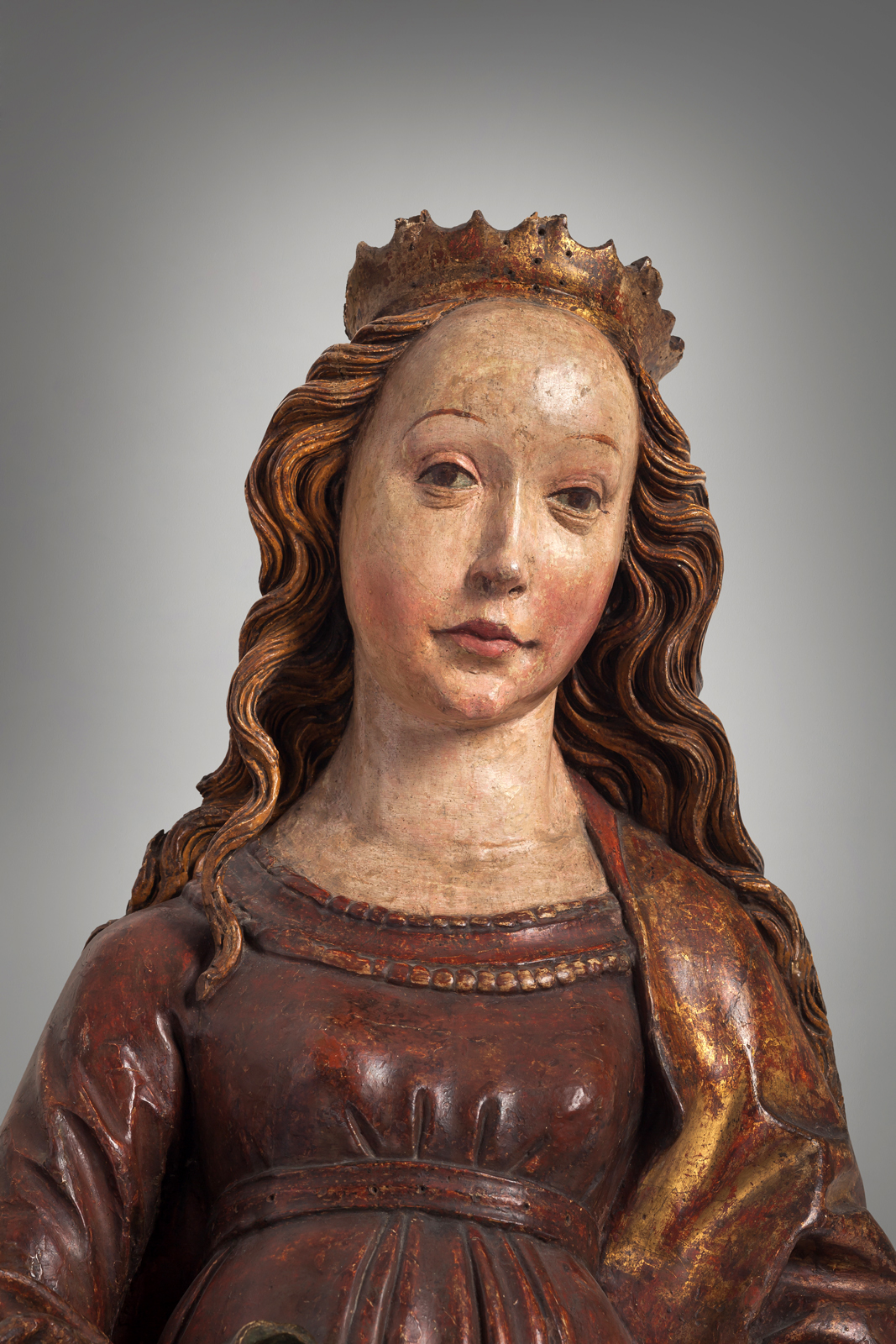

### Příbuzná díla
- Oltář Svaté Anny (Vídeň)
- Marie z Kralovic, Mistr Oplakávání ze Žebráku[5]